# Río Oshun

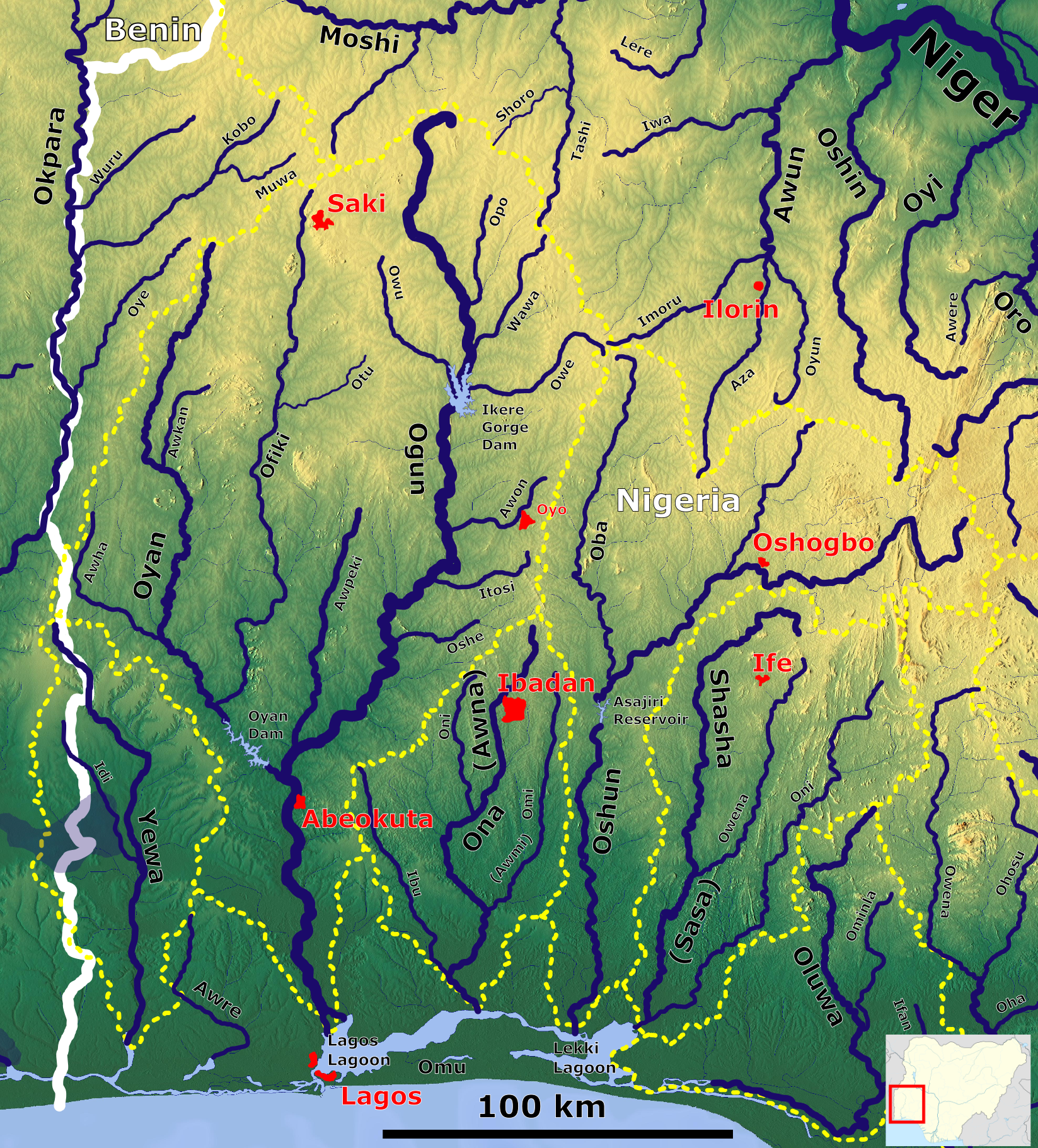
Río Osun en Nigeria junto a otros que desembocan en el Golfo de Guinea

El río Oshun, Osun, Ochún, Oxun, Òşun u Osún (en inglés Oshun y en yoruba Òşun) es un río del sudoeste de Nigeria que fluye hacia el sur a través del territorio yoruba, conocido como Yorubalandia (en yoruba: Ìlẹ-Yorùbá), entre la laguna de Lagos y el Golfo de Guinea, en el Atlántico. Es uno de los varios ríos que la mitología yoruba considera que antes fue una mujer. Debido a un acontecimiento traumático que la aterrorizó se convirtió en el agua corriente del río.
En la mitología yoruba, Oshun es una de las esposas de Sango, el dios yoruba del trueno. Una vez al año, en agosto, sus adoradores se reúnen en Osogbo, en el santuario de Osún, procedentes de diversas partes de Nigeria y de otros países, atrayendo numerosos turistas. Oshun, conocida como Oxum en el candomblé brasileño y como Ochun en la santería, es el orisha de los ríos. es la diosa de la belleza y tiene una fuerte relación con el mundo espiritual. 

## El bosque sagrado de Osun-Osogbo

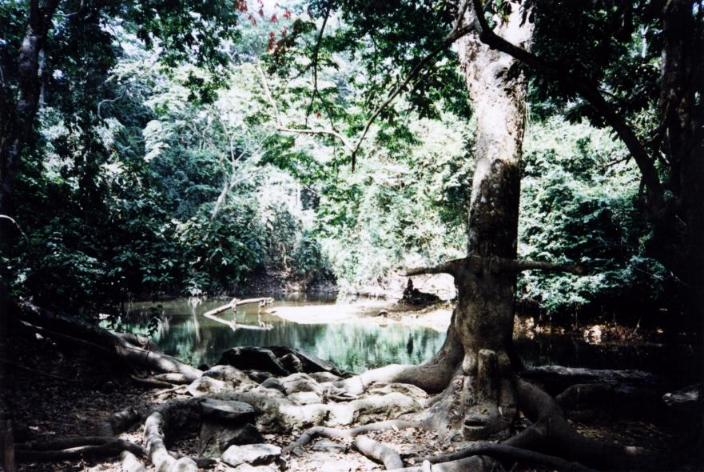
Bosque sagrado de Osun-Osogbo.

El denso bosque de Osun-Osogbo, en las afueras de la ciudad de Osogbo, es uno de los últimos remanentes de bosque primario del sur de Nigeria. Se considera la morada de la diosa de la fertilidad Osun, uno de los dioses del panteón yoruba. El bosque, a orillas de los meandros del río alberga santuarios, templos, esculturas y obras de arte en honor de Osun y otras deidades. En tiempos históricos, cada pueblo yoruba tenía su propio bosque sagrado. La mayoría han sido abandonados o se han visto reducidos a áreas muy pequeñas. Osun-Osogbo, fundado hace 400 años, es el más grande que ha sobrevivido. El bosque fue declarado monumento nacional en 1965, y en 1992, su área de protección se extendió hasta las 75 hectáreas.

## Contaminación del río Osun
El río  sun, que atraviesa cinco estados antes de desembocar en el Golfo de Guinea, se encontraba en 2022 contaminado por las operaciones mineras en las localidades cercanas. El río sufrió contaminación por plástico y metales pesados (mercurio, plomo y cianuro) como resultado de la extracción ilegal de oro, así como por la polución generada por los residuos humanos. A principios de 2024, el río registró el nivel máximo de contaminación por plásticos.